# 김형주 (축구인)
김형주(한국 한자: 金亨柱, 1979년 6월 23일 ~ )는 대한민국의 전 축구 선수이며, 포지션은 수비수였다.